# Sangue sul grattacielo
Sangue sul grattacielo è un romanzo giallo del 1932 scritto da Earl Derr Biggers.
È il numero 56 de I Libri Gialli.
È il numero 40 della serie Il Giallo Economico Classico.
È il numero 1311 della serie I Classici del Giallo Mondadori.

## Trama
In una cena organizzata da Sir Frederick Bruce (ex-direttore del Dipartimento investigazioni criminali di Scotland Yard), vengono invitati il Colonnello John Beetham (noto esploratore), June Morrow (assistente del procuratore distrettuale), Barry Kirk (miliardario), Bill Rankin (giornalista) e il Sergente Charlie Chan.
Durante la cena, viene ricordato il vecchio caso della scomparsa di Eve Durand in India. IL caso risale a quindici anni prima e Sir Frederick Bruce confida a Chan di essere a un passo dalla soluzione.
Alla fine della cena il Colonnello John Beetham, mostra alcune diapositive del suo ultimo viaggio. Verso la fine della presentazione, viene trovato morto Sir Frederick Bruce nel suo ufficio.
Le indagini iniziano e ben presto Chan e June comprendono che per risolvere il caso, dovranno comprendere la scomparsa di Eve Durand.
Dopo svariate ricerche si scopre che Eve Durand era effettivamente stata rintracciata da Bruce a San Francisco e l'assassino di Bruce altri non è che Eric Durand, il marito di Eve. Quindici anni prima Eve ed Eric si erano spostati ed essendo Eric un militare, la coppia dovette trasferirsi in India. Eve scoprì che il marito era implicato in un omicidio e confidatasi con Beetham venne aiutata da quest'ultimo a fuggire dall'India. A Bruce andò il caso della scomparsa di Eve, caso che intendeva risolvere a tutti i costi. Eric resosi conto del pericolo rappresentato dal ritrovamento della moglie, decise di rubare la documentazione a casa di Bruce, ma venendone sorpreso, lo assassinò.

## Opere derivate
- Dal racconto è stato tratto il film Charlie Chan's Chance, diretto da John G. Blystone nel 1932[2].

## Edizioni
- Earl Derr Biggers, Dietro quel sipario, traduzione di Valeria Leotta, Collana Il Giallo Economico Classico n. 40, Roma, Gruppo Newton, 1994,  p. 162, ISBN 88-7983-486-X.
- Earl Derr Biggers, Charlie Chan e la donna inesistente, traduzione di Caterina Longanesi, I Classici del Giallo Mondadori n. 1311, Cles, Mondadori, 2012,  p. 236.